# Ypthima burmana
Ypthima burmana är en fjärilsart som beskrevs av Evans 1923. Ypthima burmana ingår i släktet Ypthima och familjen praktfjärilar. Inga underarter finns listade i Catalogue of Life.